# Talento Fox
Talento Fox fue un programa de telerrealidad argentino, considerado como el primero de este formato producido originalmente por Fox Networks Group Latin America en colaboración con Kuarzo Entertainment Argentina, estuvo conducido por Alejandro Fantino y su jurado estuvo compuesto por Lali, Wisin y Diego Torres. 
El 8 de mayo de 2018, Fox Networks Group Latin America hizo oficialmente el anuncio de la serie. Su estreno en Argentina y Latinoamérica, fue el 22 de agosto de 2018 por Fox.

## Formato
La competencia comienza con la "Fase de Selección". Los directores ven un video de cada concursante que se presenta y narra sus historias de vida antes de actuar. Una vez que finaliza el video, los concursantes comienzan sus actuaciones desde dentro de una cápsula dentro del escenario para permitir que los directores se centren solo en la voz. Tienen un minuto para impresionar a los directores y alentarlos a presionar su botón o "disco". Para participar oficialmente en la competencia o en la "fábrica Talento FOX", el concursante necesita la aprobación de los tres directores. Con solo dos directores presionando sus botones, la cápsula se levanta y el escenario forma una escalera desde la cual el concursante desciende para mirar al público. Si esto sucede, el concursante tiene la oportunidad de convencer al director duradero de presionar su botón. Sin embargo, si alguno o solo un director presiona sus botones en el lapso de un minuto, se les niega la oportunidad de ingresar a  La Fábrica.

## Equipo

### Presentador
El programa fue presentado por Alejandro Fantino.

### Jurado
La serie empleó un panel de tres jueces o "directores" que guían las actuaciones de los artistas. Cada director se preocupa por un aspecto particular: Diego Torres con técnica vocal y perfeccionamiento, Lalicon expresión corporal y actuación escénica, y Wisin con proyección artística.

## Fase de selección
| Referencias | Referencias                                                          |
| ----------- | -------------------------------------------------------------------- |
|             | Director presionó su botón durante la actuación del concursante      |
|             | Director presionó su botón después de la actuación del concursante   |
|             | Artista eliminado, con al menos un director que no presiona su botón |

### Episodio 1 (22/08/18)
| Orden | Artista                   | Edad | País      | Canción                  | Elección de directores | Elección de directores | Elección de directores | Resultado  |
| Orden | Artista                   | Edad | País      | Canción                  | Diego                  | Lali                   | Wisin                  | Resultado  |
| ----- | ------------------------- | ---- | --------- | ------------------------ | ---------------------- | ---------------------- | ---------------------- | ---------- |
| 1     | Ju Outeyral               | 18   | Argentina | "I'm Yours"              |                        |                        |                        | Elegido    |
| 2     | Daniela Posada            | 26   | Colombia  | "Somos Uno"              |                        |                        |                        | Elegida    |
| 3     | Sofia Pignani             | 20   | Argentina | "¡Corre!"                |                        |                        |                        | Elegida    |
| 4     | Naharaí Bautista Alvarado | 23   | México    | "'O sole mio"            |                        |                        |                        | Elegida    |
| 5     | Mauro Sabugal             | N/A  | Argentina | "Atado a tu amor"        | —                      | —                      | —                      | No elegido |
| 6     | Nicolas Celone            | 21   | Argentina | "Sin principio ni final" | —                      | —                      | —                      | No elegido |
| 7     | Lucas Edi                 | 18   | Argentina | "Perfect"                |                        |                        |                        | Elegido    |
| 8     | Pamela Goncalvez          | 31   | Brasil    | "Desde esa noche"        | —                      | —                      | —                      | No elegida |
| 9     | Hernán Danza              | 33   | Argentina | "Seré"                   |                        |                        | —                      | No elegido |
| 10    | Abril Ezcurra             | 19   | Argentina | "Rehab"                  |                        |                        |                        | Elegida    |

Actuación fuera de competencia
| Orden | Artistas                                   | Canción (Artista original) |
| ----- | ------------------------------------------ | -------------------------- |
| 1     | Los Directores: Diego Torres, Lali y Wisin | "Iguales" (Diego Torres)   |

## Ratings
| Episodio | Episodio                     | Fecha al aire            | Producción | Horario                                                                                 | Espectadores (en millones) | Rating/Share (18–49) | Rating/Share (18–49) | Ref.  |
| Episodio | Episodio                     | Fecha al aire            | Producción | Horario                                                                                 | Espectadores (en millones) | Rating               | Share                | Ref.  |
| -------- | ---------------------------- | ------------------------ | ---------- | --------------------------------------------------------------------------------------- | -------------------------- | -------------------- | -------------------- | ----- |
| 1        | "Fase de selección, Parte 1" | 22 de agosto de 2018     | 101        | Miércoles 9:45 p.m. (Argentina) 10:00 p.m. (Colombia, Ecuador, México, Perú, Venezuela) | 0.28                       | 2.03                 | 3.7                  | [ 8 ] |
| 2        | "Fase de selección, Parte 2" | 29 de agosto de 2018     | 102        | Miércoles 9:45 p.m. (Argentina) 10:00 p.m. (Colombia, Ecuador, México, Perú, Venezuela) | -                          | -                    | -                    |       |
| 3        | "Fase de selección, Parte 3" | 5 de septiembre de 2018  | 103        | Miércoles 9:45 p.m. (Argentina) 10:00 p.m. (Colombia, Ecuador, México, Perú, Venezuela) | -                          | -                    | -                    |       |
| 4        | "Fase de selección, Parte 4" | 12 de septiembre de 2018 | 104        | Miércoles 9:45 p.m. (Argentina) 10:00 p.m. (Colombia, Ecuador, México, Perú, Venezuela) | -                          | -                    | -                    |       |